# Kitty Lynn Joustra
Kitty Lynn Joustra (* 11. Januar 1998 in Purmerend) ist eine niederländische Wasserballspielerin. Sie war mit der niederländischen Nationalmannschaft Olympiadritte 2024, Weltmeisterschaftsdritte 2022, Weltmeisterin 2023 sowie Europameisterin 2018 und 2024.

## Sportliche Karriere
Kitty Lynn Joustra studierte Biologie an der University of California, Berkeley und spielte für deren Wasserballmannschaft. 2024 war die 1,77 Meter große Centerspielerin als Profi in Griechenland bei NC Vouliagmeni tätig. Joustra war mit der Jugendauswahl Sechste bei der Jugendweltmeisterschaft 2014 und Vierte bei der Jugendweltmeisterschaft 2016. 2017 gewann sie Bronze bei der Juniorenweltmeisterschaft.
Schon vor der Juniorenweltmeisterschaft hatte Joustra an der Weltmeisterschaft in Budapest teilgenommen, die Niederländerinnen verloren im Viertelfinale gegen die russische Mannschaft und belegten am Ende den neunten Platz. Bei der Europameisterschaft 2018 gewannen die Niederländerinnen im Halbfinale gegen die Ungarinnen und im Endspiel gegen die Griechinnen. Joustra warf im Turnierverlauf zwei Tore. 2019 bei der Weltmeisterschaft in Gwangju wurden die Niederländerinnen Siebte. Wegen der COVID-19-Pandemie fanden die Olympischen Spiele in Tokio erst 2021 statt. Die Niederländerinnen verloren im Viertelfinale mit 11:14 gegen die Ungarinnen und belegten dann den sechsten Platz. Joustra erzielte im Viertelfinale einen Treffer.
2022 wurden die Niederländerinnen Dritte bei der Weltmeisterschaft in Budapest und Vierte bei der Europameisterschaft in Split. Bei der Weltmeisterschaft 2023 in Fukuoka bezwangen die Niederländerinnen im Halbfinale die Italienerinnen und im Finale die Spanierinnen. Beim Endstand von 12:12 wurde das Endspiel im Fünf-Meter-Schießen entschieden. Joustra warf im Halbfinale und im Finale jeweils ein Tor. Im Jahr darauf siegten die Niederländerinnen bei der Europameisterschaft in Eindhoven und wurden Fünfte bei der Weltmeisterschaft in Doha. Bei den Olympischen Spielen 2024 in Paris verloren die Niederländerinnen im Halbfinale nach Fünf-Meter-Schießen gegen die Spanierinnen. Joustra hatte in der regulären Spielzeit zwei Tore erzielt. Im Spiel um den dritten Platz bezwangen die Niederländerinnen die Titelverteidigerinnen aus den Vereinigten Staaten.